# Красномайськ
Краснома́йськ (рос. Красномайск, чув. Начар Упи) — присілок у складі Батиревського району Чувашії, Росія. Входить до складу Кзил-Чишминського сільського поселення.
Населення — 546 осіб (2010; 628 у 2002).
Національний склад:
- чуваші — 96 %